# Geografia Tajwanu

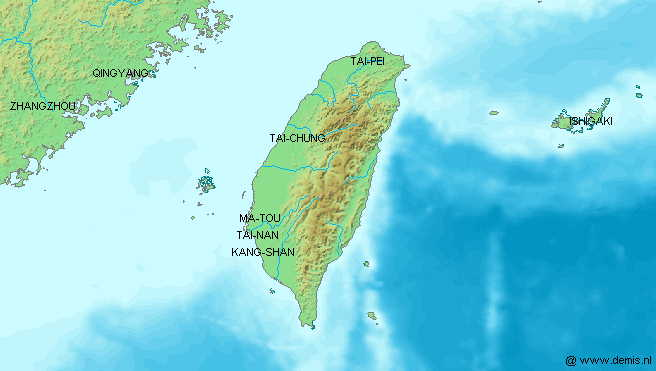
Mapa fizyczna Tajwanu

Republika Chińska, potocznie Tajwan jest niewielkim państwem wyspiarskim leżącym w Azji Wschodniej. Składa się z dużej wyspy zwanej Tajwanem, kilkudziesięciu przybrzeżnych wysp wchodzących w skład archipelagów Peskadorów, Kinmen i Mazu Liedao oraz szeregu innych małych wysepek. 

## Powierzchnia, położenie i granice
Powierzchnia – 36 188 km²

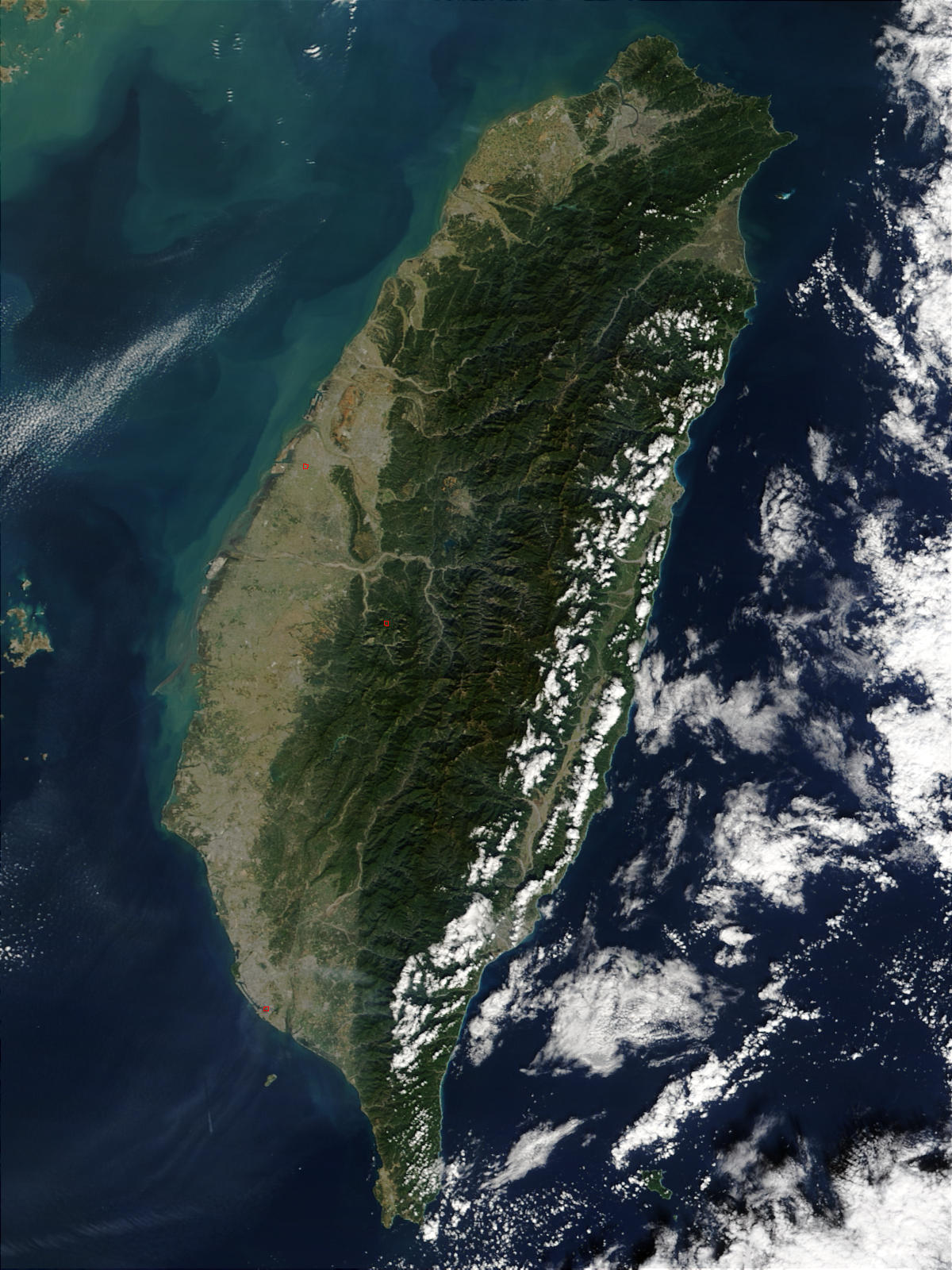
Zdjęcie satelitarne Tajwanu

Położenie – Tajwan jest wyspą leżącą na zachodnim krańcu Pacyfiku pomiędzy morzami: Południowochińskim i Wschodniochińskim, od wschodu oblewają wyspę otwarte wody Oceanu Spokojnego, a dokładnie północna część Basenu Filipińskiego. Tajwan od kontynentalnych Chin oddziela szeroka na około 160 km Cieśnina Tajwańska.
Skrajne punkty: północny 25°20′N, południowy 21°50′N, zachodni 120°00′E wschodni 122°00′E. Wyspa jest długa na mniej więcej 395 km i szeroka na 144 km.
Tajwan (Republika Chińska) graniczy poprzez wody terytorialne Cieśniny Tajwańskiej z Chinami od zachodu, a od południa z Filipinami.
Linia brzegowa – 1566 km

## Budowa geologiczna i rzeźba

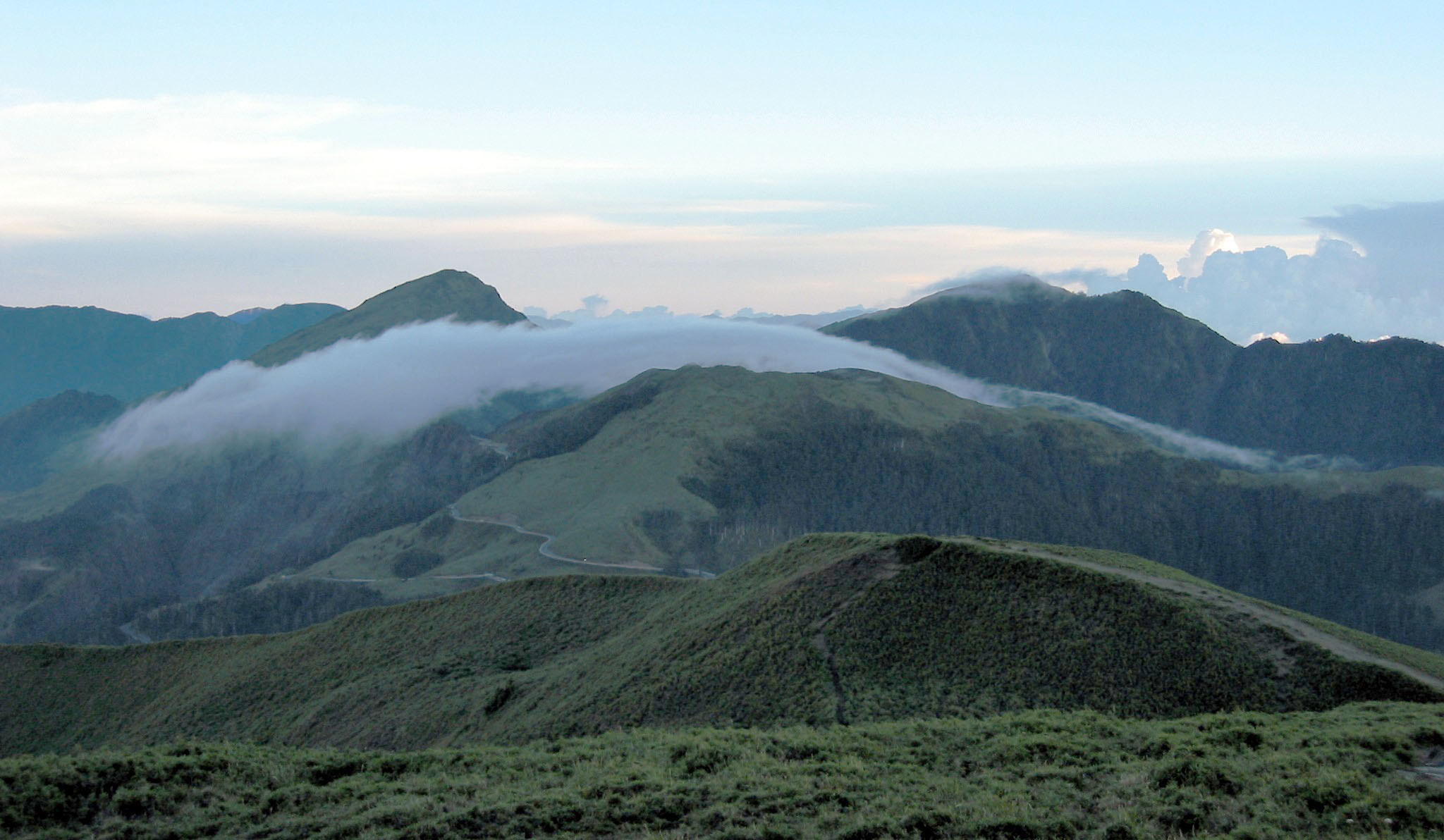
Wnętrze wyspy

Tajwan jest zbudowany głównie ze skał pochodzenia paleozoicznego i mezozoicznego, które były wielokrotnie fałdowane. Do silnych fałdowań skał dochodziło głównie w kredzie, ale fałdowania miały także miejsce w oligocenie. Skały Tajwanu są poprzecinane intruzjami magmowymi, na które składają się głównie granity. Najwięcej intruzji magmowych powstało w erze miocenu. W okresie czwartorzędu w północnej części wyspy zaznaczyła się działalność wulkaniczna. Obecnie Tajwan jest wyspą aktywną sejsmicznie i co roku dochodzi do średnio 10 wstrząsów tektonicznych.
Tajwan jest wyspą górzystą. Góry i obszary wyżynne zajmują prawie 2/3 terytorium wyspy. Około 30% powierzchni wyspy to obszary leżące powyżej 1000 m n.p.m. Z północnego wschodu na południowy zachód ciągną się równoległe do siebie 4 główne pasma górskie. Najwyższym szczytem Tajwanu jest Yu Shan o wysokości do 3997 m. Góra ta znajduje się na południowym skraju centralnej części wyspy. Tereny górskie skupiają się we wschodniej części wyspy. Zachodnia część Tajwanu jest nizinna.
Zachodnia i środkowa część wyspy jest zajęta przez Góry Tajwańskie, które składają się z pasma Taidong Shanmai, doliny o tej samej nazwie i Centralnego Łańcucha Górskiego – Zhongyang Shanmai do którego należą 3 równoległe grzbiety. Są to Zhongyang, gdzie znajduje się około 30 szczytów dochodzących do 3000 m. Drugim grzbietem są góry Yushan Shanmai, a trzecim Ali Shanmai. Dalej na zachodzie znajduje się wyżej wspomniana nizina, obniżenia Pingdong, Taizhong, Taibei i Yilan. Nizina jest wąska i jej szerokość przeciętna wynosi około 45 km.

## Klimat
Tajwan leży w strefie klimatu zwrotnikowego wilgotnego o monsunowej odmianie. Jedynie północne krańce wyspy znajdują się w strefie klimatu podzwrotnikowego, także wilgotnego. Tajwan cechuje się stosunkowo cieplejszym klimatem niż obszary w Chinach leżące na tej samej szerokości geograficznej. Jest to spowodowane tym, że wyspę obmywa ciepły prąd morski Kuro Siwo.
Temperatury na ogół są wysokie na terenach nizinnych i przedgórzach. Do Tajwanu nie docierają wpływy zimnych mas powietrza z północy. Oznacza to, że zimą średnie temperatury wynoszą 15 °C, a na południu dochodzą do 20 °C. Latem jest gorąco i średnie wartości termiczne wynoszą od 28 do 30 °C. Łagodzący wpływ oceanu sprawia, że nie notuje się na Tajwanie w okresie letnim bardzo wysokich temperatur rzędu 35–40 °C. W górach jest chłodno. W wyższych partiach klimat posiada typowo górską odmianę i średnie roczne temperatury oscylują w granicach 4 °C, nie przekraczając 10 °C.
Tajwan jest bardzo wilgotną i deszczową wyspą. Średnia roczna opadowa to około 2500 mm. Najniższe roczne opady rzędu 1500–2000 mm notowane są w zachodniej części kraju. Ilości opadów rosną wraz ze wzrostem wysokości, sięgając nawet 6000 mm rocznie. Na wybrzeżu wschodnim roczny opad dochodzi do 3000 mm, dotyczy to także południa kraju wystawionego na działanie wilgotnego monsunu letniego. Opady na południu utrzymują się na poziomie około 4000 mm rocznie. W związku z występowaniem cyrkulacji monsunowej, największe opady notuje się latem, podczas gdy zimy się suche i słoneczne.
Charakterystyczną cechą klimatu są huragany, które w Azji są nazywane tajfunami. Okres występowania tajfunów przypada na koniec lata i początek jesieni. Tajwan rocznie nawiedza od trzech do czterech tajfunów.

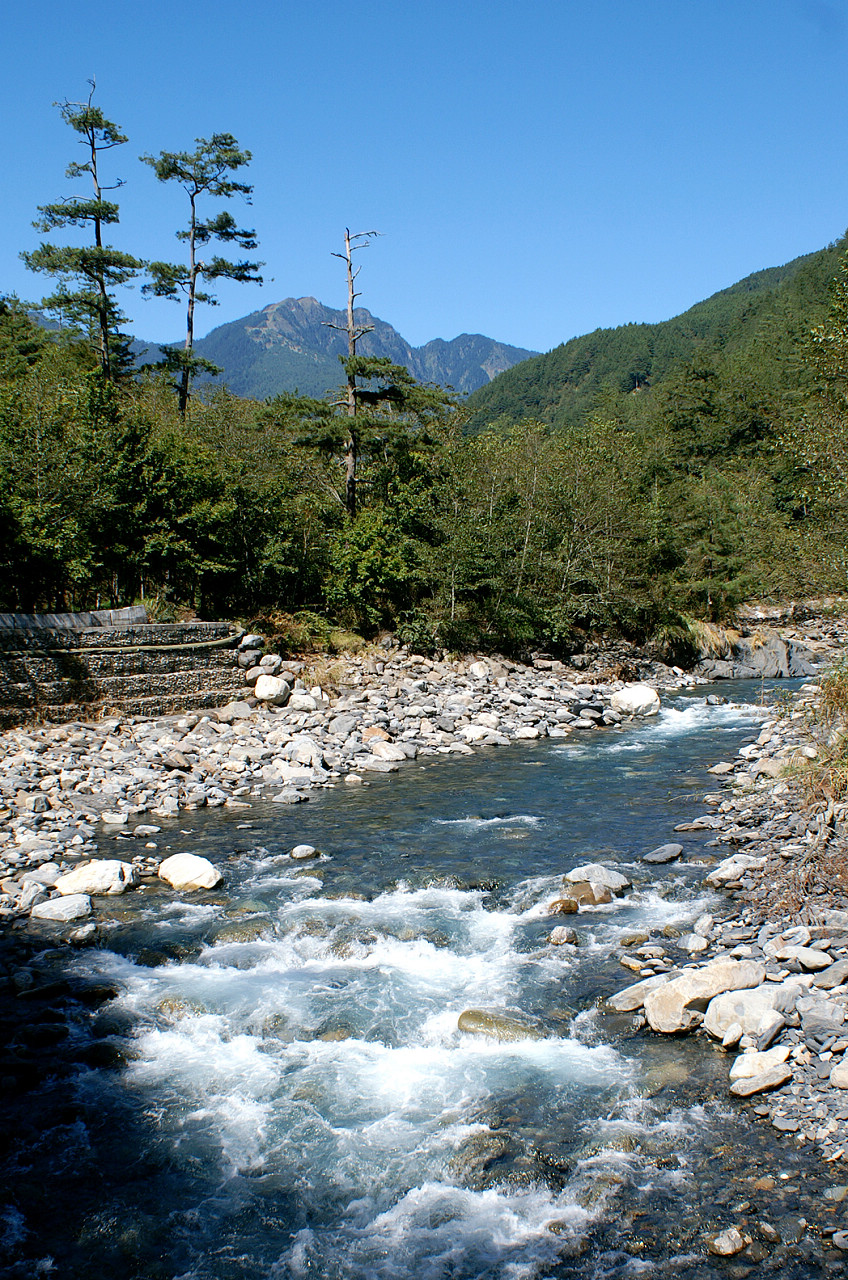
Rzeka Qijiawan

## Wody

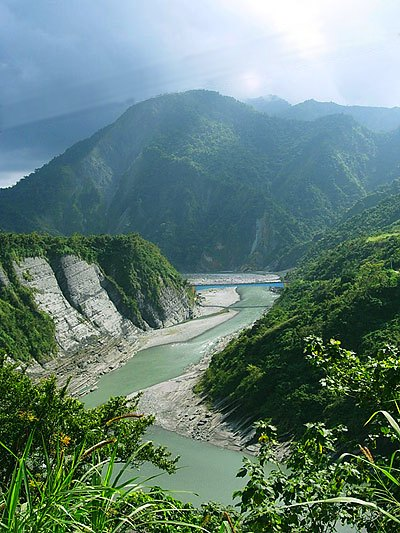
Rzeka Siouguluan

Jako że na Tajwanie występują wysokie opady deszczu i nie ma wyraźnej pory suchej, sieć rzeczna jest gęsta i zasobna w wodę. Tajwan jest małą wyspą, toteż rzeki charakteryzuje niewielka długość, brak żeglowności, oraz liczne progi i wodospady. Wszystkie rzeki należą do Oceanu Spokojnego, a ich układ jest mniej więcej promienisty, z tym, że na wschodzie są to głównie bardzo krótkie rzeki i strumienie. Najdłuższe rzeki płyną na zachodzie kraju i uchodzą do Cieśniny Tajwańskiej. Najdłuższą jest Zhuoshui Xi, która liczy 170 km.

## Gleby
Dominującym typem gleb są gleby ferralitowe barwy czerwonej i czerwonożółtej. W dolinach rzecznych występują aluwialne fluwisole, zaś wysoko w górach gleby inicjalne litosole.

## Flora
Szata roślinna Tajwanu jest stosunkowo dobrze zachowana. Lasy pokrywają 58% powierzchni wyspy. Występuje piętrowy układ roślinności. Na obszarach nizinnych do wysokości 600 m n.p.m., a więc także na przedgórzach rosną wiecznie zielone lasy gdzie dominują bambusy i palmy. W wielu miejscach obszary te zostały zajęte pod uprawę, toteż lasy skupiają się głównie na obszarach górskich. Do wysokości 1800 m n.p.m. rosną podzwrotnikowe lasy liściaste. Powyżej 1800 m lasy przechodzą w ekosystem iglasty, gdzie oprócz niego występuje także roślinność twardolistna. Na znacznych wysokościach rzędu 2400–3000 m n.p.m. rosną lasy typowe dla umiarkowanych stref klimatycznych, gdzie przeważa jodła oraz świerk. Wyżej występuje roślinność alpejska. Na wybrzeżu i przy ujściach rzek rosną lasy namorzynowe.

## Fauna
Świat zwierząt zalicza się do Regionu Indochińskiego. Do dużych ssaków należy jelenie wschodnie, dzik i serau. Serau jest gatunkiem spokrewnionym z kozicą. Największym drapieżnikiem jest niedźwiedź himalajski, który jest gatunkiem rzadko występującym na wyspie. Poza nim na Tajwanie żyją pantery mgliste i koty bengalskie. Pospolite są małpy głównie makaki żyjące w lasach. Świat ptaków jest bardzo urozmaicony. Żyją tam przedstawiciele trukuśników. Także gady są licznie występującymi zwierzętami, gdzie największym ich przedstawicielem jest pyton tygrysi.